# Valentín (papa)
Valentín (Roma, ¿?-octubre de 827) fue el papa 100.º de la Iglesia católica entre septiembre y octubre de 827. Arcediano de la Iglesia de Roma, su patria, fue sucesor de Eugenio II. 
Su ordenación se hizo per saltum, según costumbre entonces en la Iglesia Romana, es decir, que de Diácono le hicieron Obispo sin conferirle antes el orden del Sacerdocio.
A diferencia de su predecesor, su elección contó con el apoyo tanto de la nobleza como del pueblo y el clero romano.
No se tienen noticias de su breve pontificado, que duró cuarenta días según el Liber Pontificalis y treinta según los Annales de Einhart. Murió en el mismo año de su elección.